# KETSUNOPOLIS 8
『KETSUNOPOLIS 8』（ケツノポリス・エイト）は、ケツメイシ8作目のアルバム。2012年12月12日にavex traxから発売。

## リリース
『ケツノポリス7』から1年9か月ぶり、avex移籍後、初アルバム。
アルバムのタイトル表記がカタカナ表記からアルファベット表記に変更。
DVD付初回限定盤と通常盤の2形態で発売。

## 解説
今作では、新しいサウンドで表現したいと思ったという。エレクトロや最先端のクラブシーンの音も取り入れて作られた。今回のリード曲に「合わせた手のひらの間- in between the two palms」を選んでいるが、アルバム全体もメッセージ性が強くなってるので、それを象徴する曲を選んだと言う。どこへ進んでいくのかを国や社会のリーダーが示せば皆動けるが、決めないからモヤモヤしている今の閉塞感のある政治に対してのメッセージになっているという。
今回のアルバムジャケットに使用された写真は、これまで毎回アルバム・ジャケットになっていた首里城の写真ではなく、タイのストリートを撮影したものを使用。これはタイ人が、柔軟に他国の音楽を受け入れてる状況に、RYOJIが魅力を感じたからだという。
従来のケツメイシにはなかったサウンドをとりいれているが、海外で主流になっているサウンドでも勝負できる事を確認したかったと言う。そして、そういうサウンドでないと伝えられないものを感じたからだと言う。その背景には、日本の音楽文化がカラオケ中心に動いているなかで、欧米はじめ、アジアの途上国はクラブが遊びの主流になっていて、その楽しみを味わってもらいたかったからだとコメントしている。
また、今作は政治的なメッセージ色の強い曲も入ってるが、それはミュージシャンの役割だと思うと述べている。このままじゃつまらない国になっちゃうよという思いを伝え、感じてくれるきっかけになってくれたらよいと思ったという。また、ミュージシャンが自分達の伝えたい事を伝えられなくなったら、ミュージシャンとしてはどうかと思うとも述べている。

## 収録曲
全作詞：ケツメイシ（特記以外）
1. 脳内開放-know ya mind free　（5:32）
  - 作曲：ケツメイシ、tasuku
2. LOVE LOVE Summer （4：19）
  - 作曲：ケツメイシ、Quiet☆Rockerz（田中義人、堀向直之、M.T）
3. guruguru　（5:18）
  - 作曲：ケツメイシ、THE COMPANY
4. ASIA　（4:34）
  - 作曲：ケツメイシ、Quiet☆Rockerz（田中義人、堀向直之、M.T）
5. GOKON Queen　（4:09）
  - 作曲：ケツメイシ、CHIVA
6. moyamoya　（5:16）
  - 作曲：ケツメイシ＆SHIBU
7. ボラーレ-Nel Blu,Dipinto Di Blu （Album Mix）　（3:21）
  - 作詞：Domenico Modugno、Francesco Migliacci／作曲：Domenico Modugno
  - 日本語詞：ケツメイシ
8. papamama syndrome　（3:49）
  - 作曲：ケツメイシ、Quiet☆Rockerz（田中義人、堀向直之、M.T）
9. 愛に恋して-fallin in luv with a Love　（5:18）
  - 作曲：ケツメイシ、太田貴之
10. Dearest our...　（4:47）
  - 作曲：ケツメイシ
11. Running man　（4:12）
  - 作曲：ケツメイシ、RIKCY
12. 合わせた手のひらの間-in between the two palms　（5:38）
  - 作曲：ケツメイシ、守尾崇、Quiet☆Rockerz（田中義人、堀向直之、M.T）
13. YOUR WAY　（5:22）
  - 作曲：ケツメイシ、THE COMPANY

## 初回特典DVD
1. LOVE LOVE Summer　MV
2. ボラーレ ~ Nel Blu, Dipinto Di Blu　MV
3. moyamoya　予告編
4. moyamoya　MV
5. guruguru　MV
6. 合わせた手のひらの間 - in between the two palms (MV)
7. LOVE LOVE Summer (MV Making)
8. guruguru (MV Making)
9. ALBUM JACKET Making
10. LOVE LOVE Summer - 高校野球編
11. LOVE LOVE Summer - 高校野球編 (Making)